# Йоаникій Волкович
Йоаникій Волкович (р. нар. невід. — перша пол. XVII ст.) — український письменник, православний чернець, діяч Львівського братства. У 1630—1631 був учителем Львівської братської школи, священиком i проповідником при Успенській церкві у Львові.
Й. Волкович — автор одного з перших драматичних творів на релігійну тему " Розмышлян[н]є о муцѣ Христа, спасителя нашего ". Ця драма була опублікована у Львові 1631 року. Її постановку здійснили учні львівської Ставропігійської школи.
Дослідники вважають, що Йоаникій Волкович, працюючи над «Розмышлян[н]єм…», орієнтувався на відому візантійську драму «Христос пасхон» («Христос, що страждає»). Як і візантійський зразок, твір Йоаникія Волковича складається з двох частин: перша присвячена стражданням Христа, друга — його воскресінню. При цьому драматург зважав на вимоги єзуїтської теорії драми, яка на початку XVII ст. набувала поширення і впливу в Україні. Зокрема, заборонялося показувати на сцені Бога та його Сина, Ісуса Христа. Замість них виступали алегоричні персонажі — Сила Божа, Милість Божа та ін.
«Розмышлян[н]є…» Й. Волковича посідає особливе місце в історії української літератури та театру, є видатною пам'яткою літератури староукраїнською мовою, джерелом відомостей для істориків української мови, поетичний твір, що дає змогу дослідити проблеми та тенденції тогочасного слововжитку 1-ї половини XVII ст.

## Цікавий факт
У «Розмышлян[н]і…» згадується ім'я Бога — Єгова. Це дозволяє стверджувати, що Боже ім'я вживається в українській літературі принаймні з XVII ст.